# Pidonia hohuanshana
Pidonia hohuanshana là một loài bọ cánh cứng trong họ Cerambycidae.